# Carlos Vinicios
Carlos Vinicios (Miranorte), é um político brasileiro, filiado ao MDB. Nas eleições de 2022, foi eleito deputado estadual pelo Pará.